# Liste der Opern Soliés
In der Liste der Opern Soliés sind die von Jean-Pierre Solié (1755–1812) komponierten Opern aufgeführt.

## Opern
| Entstehung | Titel                                               | Mitarbeiter                                                                                        | Akte | Uraufführung                                           | Libretto                                                                                                   |
| ---------- | --------------------------------------------------- | -------------------------------------------------------------------------------------------------- | ---- | ------------------------------------------------------ | --- |
| 1783       | Le Séducteur                                        | | 5    | 4. November 1783, Fontainebleau                        | Georges-François de Bièvre                                                                                 |
| 1789–1790  | L’Époux généreux ou Le Pouvoir des procédés         | | 1    | 15. Februar 1790, Paris, Opéra-Comique (Salle Favart)  | Jean-Elie-Bédéno Dejaure                                                                                   |
| 1790       | Les Fous de Médine ou La Rencontre imprévue         | Henri Montan Berton u. a.                                                                          | 3    | 1. Mai 1790, Paris, Opéra-Comique (Salle Favart)       | Louis Dancourt                                                                                             |
| 1790       | L’Incertitude maternelle ou Le Choix impossible     | | 1    | 29. Mai 1790, Paris, Opéra-Comique (Salle Favart)      | Jean-Elie-Bédéno Dejaure                                                                                   |
| 1792       | Le Franc Breton ou Le Négociant de Nantes           | Rodolphe Kreutzer                                                                                  | 1    | 3. November 1792, Paris, Opéra-Comique (Salle Favart)  | Jean-Elie-Bédéno Dejaure                                                                                   |
| 1792       | Jean et Geneviève                                   | | 1    | 3. Dezember 1792, Paris, Opéra-Comique (Salle Favart)  | Edmond Guillaume François de Favières                                                                      |
| 1793       | L’École de village                                  | | 1    | 10. Mai 1793, Paris, Opéra-Comique (Salle Favart)      | Sewrin, Pseudonym von Charles-Augustin de Bassompierre                                                     |
| 1793       | La Moisson                                          | | 2    | 5. September 1793, Paris, Opéra-Comique (Salle Favart) | Sewrin, Pseudonym von Charles-Augustin de Bassompierre                                                     |
| 1793–1794  | Le Plaisir et la gloire                             | | 1    | 19. Januar 1794 Paris, Opéra-Comique (Salle Favart)    | Sewrin, Pseudonym von Charles-Augustin de Bassompierre                                                     |
| 1794       | Le Congrès des rois                                 | Berton, Blasius, Cherubini, Dalayrac, Deshayes, Devienne, Grétry, Jadin, Kreutzer, Méhul und Trial | 3    | 26. Februar 1794, Paris, Opéra-Comique (Salle Favart)  | Desmaillots, Pseudonym von Antoine-François Ève, en Sewrin, Pseudonym von Charles-Augustin de Bassompierre |
| 1796       | La Soubrette ou L’Étui de harpe                     | | 1    | 6. Januar 1796, Paris, Opéra-Comique (Salle Favart)    | François-Benoît Hoffman                                                                                    |
| 1796       | Le Secret                                           | | 1    | 20. April 1796, Paris, Opéra-Comique (Salle Favart)    | François-Benoît Hoffman                                                                                    |
| 1796       | Azelina                                             | | 3    | 5. Dezember 1796, Paris, Théâtre Feydeau               | François-Benoît Hoffman                                                                                    |
| 1797       | Les Trois Tantes                                    | |      | nicht aufgeführt                                       | René-Charles Guilbert de Pixérécourt                                                                       |
| 1797       | Victor                                              | |      | nicht aufgeführt                                       | René-Charles Guilbert de Pixérécourt                                                                       |
| 1798       | La Femme de quarante-cinq ans                       | | 1    | 19. November 1798, Paris, Opéra-Comique (Salle Favart) | François-Benoît Hoffman                                                                                    |
| 1799       | Le Chapitre second                                  | | 1    | 17. Juni 1799, Paris, Opéra-Comique (Salle Favart)     | Emmanuel Dupaty, Pseudonym von Louis Emmanuel Felicité Charles Mercier                                     |
| 1800       | Une matinée de Voltaire ou La Famille Calas à Paris | | 1    | 22. Mai 1800, Paris, Opéra-Comique (Salle Favart)      | Jean-Baptiste Pujoulx                                                                                      |
| 1800       | Une nuit d’été ou Unn peu d’aide fait grand bien    | | 1    | 7. Juni 1800, Paris, Opéra-Comique (Salle Favart)      | Nicolas Gersin                                                                                             |
| 1800       | Oui ou Le Double vendez-vous                        | | 1    | 29. August 1800, Paris, Opéra-Comique (Salle Favart)   | Jean-François-Thomas Goulard                                                                               |
| 1800       | La Rivale d'elle-même                               | | 1    | 3. Oktober 1800, Paris, Opéra-Comique (Salle Favart)   | Jacques-Maximilien-Benjamin Bins de Saint-Victor                                                           |
| 1800       | La Pluie et le beau temps ou L’Été de l’an VIII     | | 1    | 17. November 1800, Paris, Opéra-Comique (Salle Favart) | Emmanuel Dupaty, Pseudonym von Louis Emmanuel Felicité Charles Mercier                                     |
| 1801       | Le Petit Jacquot                                    | | 1    | 27. April 1801, Paris, Théâtre des Jeunes Artistes     | Alexandre                                                                                                  |
| 1801       | Quatre Maris pour un                                | | 1    | 27. April 1801, Paris, Opéra-Comique (Salle Favart)    | René-Charles Guilbert de Pixérécourt                                                                       |
| 1801–1802  | Plutarque                                           | | 1    | 20. Januar 1802, Paris, Théâtre Feydeau                | François-Pierre-Auguste Léger und René-André-Polydore Allisan de Chazet                                    |
| 1802–1803  | Le Séducteur amoureux                               | | 3    | 25. Januar 1803, Paris, Théâtre Français               | Charles de Longchamp                                                                                       |
| 1803       | Henriette et Verseuil                               | | 1    | 30. Juli 1803, Paris, Théâtre Feydeau                  | Guillet und Eugène Hus                                                                                     |
| 1804       | Louise ou La Malade par amour                       | | 1    | 16. April 1804, Paris, Théâtre Feydeau                 | François-Benoît Hoffman                                                                                    |
| 1804       | L’Oncle et le neveu                                 | | 1    | 26. November 1804, Paris, Salle Montansier             | André-Joseph Grétry                                                                                        |
| 1804–1805  | Les Deux Oncles                                     | | 1    | 3. Januar 1805, Paris, Opéra-Comique (Salle Favart)    | André-Joseph Grétry und Nicolas-Julien Forgeot                                                             |
| 1805       | Chacun son tour                                     | | 1    | 26. Oktober 1805, Paris, Théâtre Feydeau               | Justin-Marie-Alexis Gensoul                                                                                |
| 1807       | L’Opéra au village                                  | | 1    | 30. Juli 1807, Parijs, Théâtre Feydeau                 | Sewrin, Pseudonym von Charles-Augustin de Bassompierre                                                     |
| 1807       | L'Amante sans le savoir                             | | 1    | 1807, Paris, Théâtre Feydeau                           | Auguste Creuzé de Lesser                                                                                   |
| 1808       | Anna ou Les Deux Chaumières                         | | 1    | 20. Februar 1808, Paris, Théâtre Feydeau               | Sewrin, Pseudonym von Charles-Augustin de Bassompierre                                                     |
| 1808       | Mademoiselle de Guise                               | | 3    | 17. März 1808, Paris, Théâtre Feydeau                  | Emmanuel Dupaty, Pseudonym von Louis Emmanuel Felicité Charles Mercier                                     |
| 1808       | Le Hussard noir                                     | | 1    | 10. Dezember 1808, Paris, Théâtre Feydeau              | Emmanuel Dupaty, Pseudonym von Louis Emmanuel Felicité Charles Mercier                                     |
| 1809       | Le Diable à quatre ou La Femme acariâtre            | | 3    | 30. November 1809, Paris, Théâtre Feydeau              | Auguste Creuzé de Lesser, Michel-Jean Sedaine                                                              |
| 1811       | La Victime des arts ou La Fête de famille           | Nicolas Isouard und Henri Montan Berton                                                            | 2    | 27. Februar 1811, Paris, Théâtre Feydeau               | Louis-Marie d’Estourmel                                                                                    |
| 1811       | Les Ménestrels                                      | | 3    | 27. April 1811, Paris, Théâtre Feydeau                 | Jacques Antoine de Révéroni Saint-Cyr                                                                      |